# Fockea multiflora
Fockea multiflora là một loài thực vật có hoa trong họ La bố ma. Loài này được Karl Moritz Schumann mô tả khoa học đầu tiên năm 1893.
Loài này phân bố từ Tanzania tới miền bắc Namibia.